# Criquet de Jago
Dociostaurus jagoi
Espèce

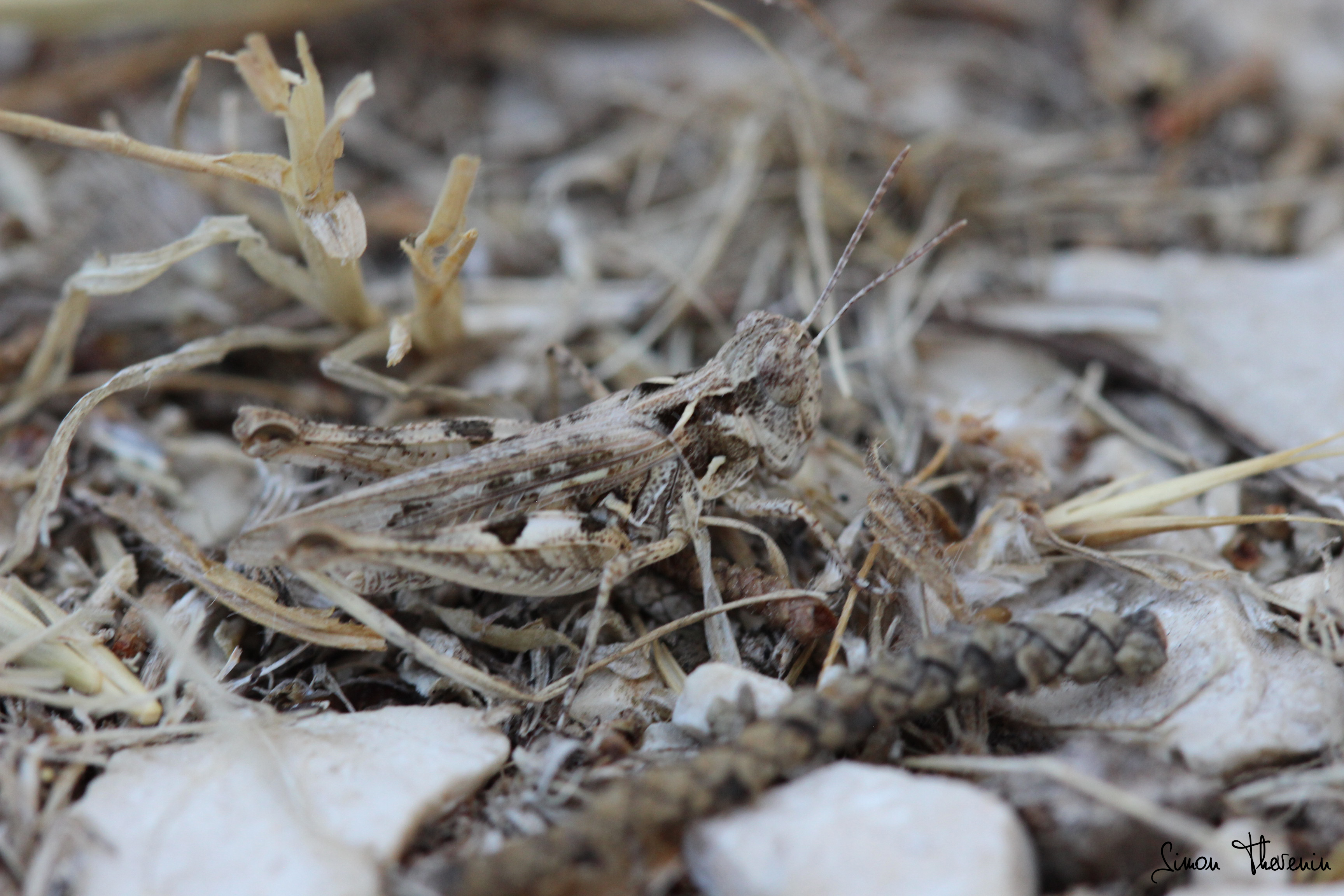
Camouflage du Criquet de Jago.

Le Criquet de Jago (Dociostaurus jagoi) est une espèce d'orthoptères de la famille des Acrididés. 

## Description
Ce criquet de taille moyenne (10 à 19 mm de long) est identifiable à ses carènes latérales qui forment un « X » sur son pronotum et les trois taches sombres de forme triangulaire sur la partie supérieure de ses fémurs.

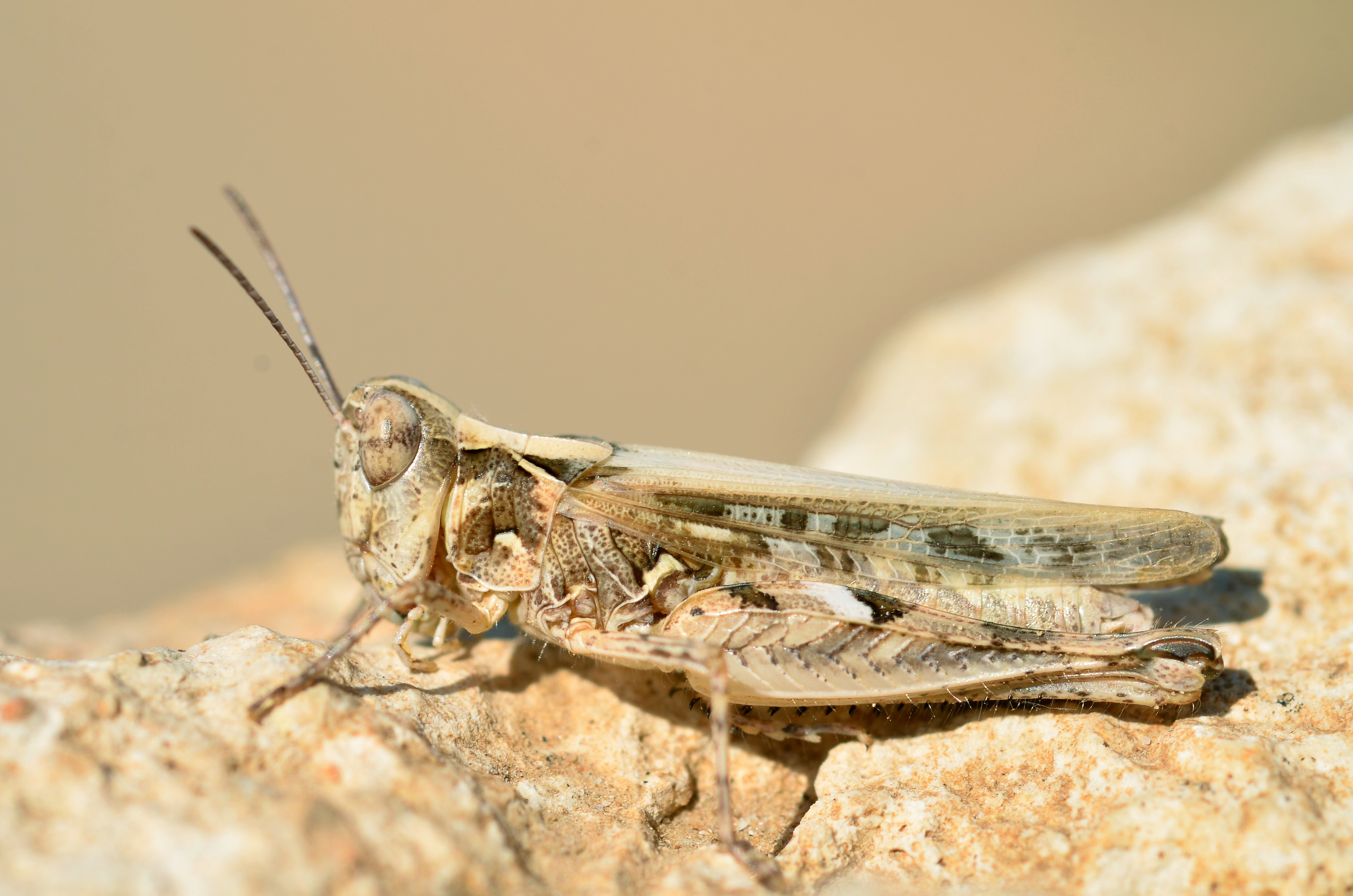
Criquet de Jago femelle.

## Liste des sous-espèces
Selon BioLib (13 septembre 2019) :
- sous-espèce Dociostaurus jagoi jagoi Soltani, 1978
- sous-espèce Dociostaurus jagoi occidentalis Soltani, 1978

## Confusion possible
L'espèce proche, Dociostaurus genei, n'est différentiable du Criquet de Jago qu'avec une dissection des parties génitales du mâle. 

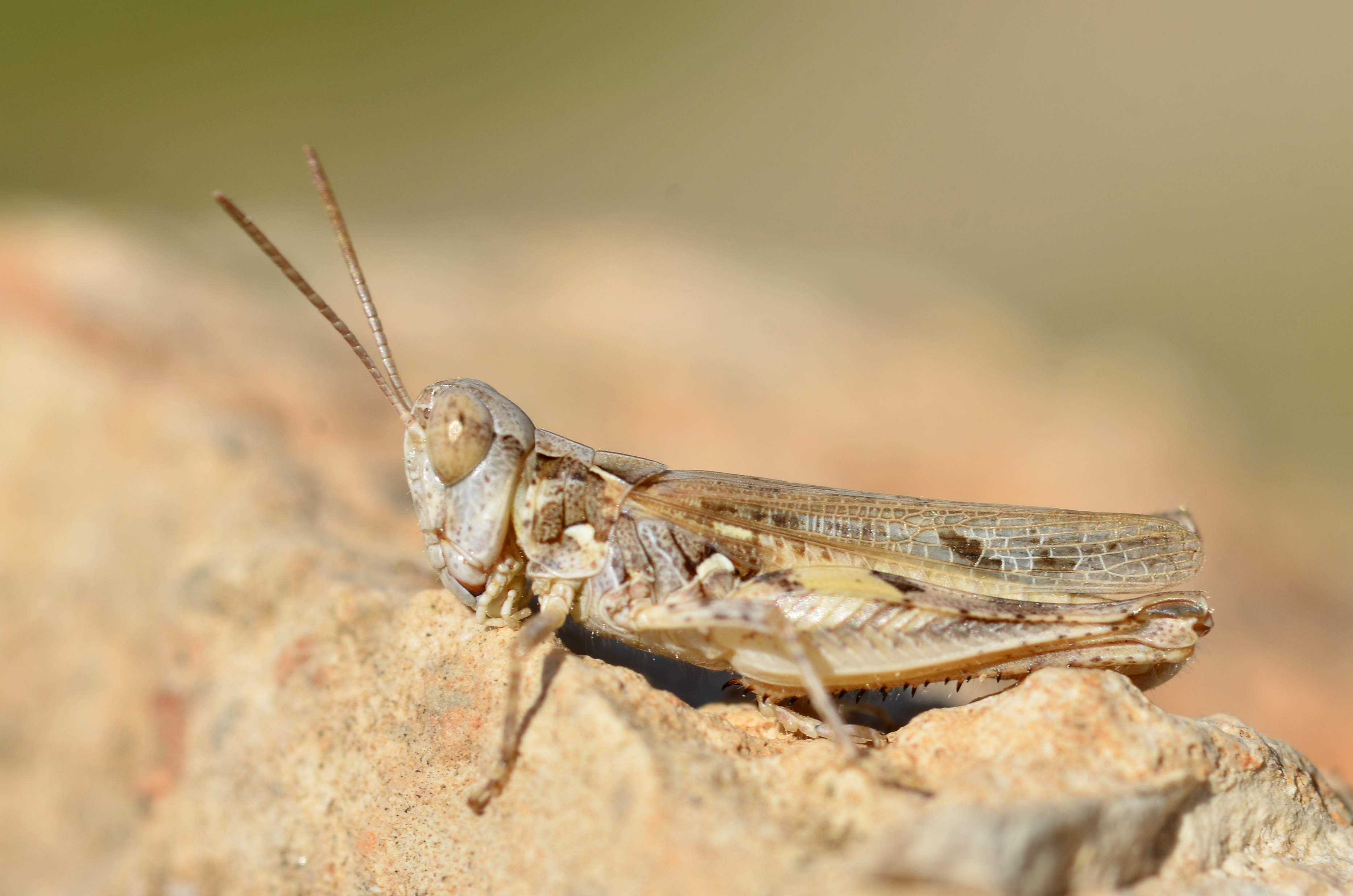
Criquet de Jago mâle.

## Répartition et habitat
Il est présent en France, majoritairement en région méditerranéenne, surtout dans les milieux arides et bien ensoleillés.

## Publication originale
- (en) A. A. Soltani, « Preliminary synonymy and description of new species in the genus Dociostaurus Fieber, 1853 (Orthoptera: Acridoidea; Acrididoe, Gomphocerinae with a key to the species in the genus) », Namahyi Anjumani Hasharahshinasani Iran, vol. Supplement 2,‎ 1978, p. 3-96 (ISSN 0259-9996 et 2783-3968).